# Descent: Viaje a las tinieblas
Descent: Viaje a las tinieblas es un juego de tablero de fantasía de exploración de mazmorras publicado en 2005 por Fantasy Flight Games en inglés y por Edge Entertainment en español. Descent fue diseñado y producido por Kevin Wilson. El juego no está relacionado con el videojuego Descent, sino basado en una versión mejorada de las mecánicas de Doom: El Juego de Tablero. En Descent, los jugadores toman el control de aventureros que se adentran en complejos subterráneos en busca de tesoros (lo que se suele llamar "exploración de mazmorras"). Un jugador toma el rol de Señor Supremo, que controla a los enemigos y juega cartas para estorbar a los jugadores héroes. Descent difiere de otros juegos en el género en que la meta del jugador Señor Supremo es ganar agotando los puntos de victoria de los otros jugadores, en vez de meramente facilitar el juego. Los recursos del Señor Supremo están limitados por las reglas del juego, lo que requiere que acumule y gaste puntos "de amenaza", que son generados en respuesta a las acciones de los personajes héroes, para obstaculizar a los otros jugadores y poner monstruos adicionales para derrotarlos. Este mecanismo es recuerda mucho al de El Señor de los Anillos cuando se juega con la expansión opcional Sauron.
La primera expansión, Descent: El pozo de las tinieblas, fue lanzada el 26 de octubre de 2006. La segunda expansión Descent: El Altar de la desesperación fue lanzada en febrero de 2007, y la tercera expansión, Descent: Camino a la leyenda que incluye reglas para campaña, fue lanzada en marzo de 2008. Una cuarta expansión, Descent: Tumba de hielo también está disponible, proveyendo características adicionales. Finalmente, la expansión El mar de sangre crea otro mundo de campaña.
En octubre de 2006, Board Games Online anunció que estaban trabajando en una versión en línea de Descent: Viaje a las tinieblas para su motor de juegos de tableros en 3D BattlePawn. Descent iba a ser el título de lanzamiento de battlePawn, pero el desarrollo de este producto acabó el 13 de junio de 2008 luego de diferencias creativas con Fantasy Flight Games.
En 2012, FFG lanzó una segunda edición del juego. Contiene una versión simplificada del juego con un tiempo de juego mucho más corto. No es compatible con la primera edición; sin embargo, un kit de conversión está disponible para llevar los monstruos y héroes (incluso aquellos promocionales) de la primera edición a la segunda.

## Jugabilidad
Hay dos bandos, el "bando de los héroes" y el del "Señor Supremo". Los héroes están intentando completar una misión (usualmente matar un monstruo jefe al final de una serie de cuartos). El Señor Supremo intenta detener a los héroes jugando trampas o invocando monstruos que pueden entonces ser usados para atacar a los héroes.
Cada misión cuenta con un mapa diferente (una configuración de piezas). La disposición de las piezas y la colocación de trampas diversas, eventos especiales, y tesoros da a Descent una gran flexibilidad en comparación a muchos otros juegos de mesa. Sin embargo, los jugadores deben pasar más tiempo de preparación antes de que pueda ser jugado.
Los héroes son capaces de usar un número de ítems que mejoran sus habilidades como espadas mágicas, armaduras encantadas, pociones curativas, y mucho más. También tienen un número de habilidades que los vuelven más poderosos y más efectivos que la mayoría de los monstruos que el Señor Supremo puede invocar. A medida que los héroes encuentran más tesoros, crecen en poder y esto les permite realizar misiones más difíciles. Sin embargo, es esperado que los héroes mueran durante su misión, aunque pueden recuperar la vida infinitas veces. Esto solo concede puntos de victoria en el proceso.
Los héroes son representados por una serie de cartas y fichas. Una carta de personaje primaria identifica al personaje, provee características iniciales, e indica habilidades especiales. Una serie adicional de tres o más cartas indica habilidades especiales. Un juego de campaña hace que los héroes comiencen bien por debajo de este nivel (una habilidad especial en vez de tres) y termine bien por encima. Cartas adicionales indican equipo cargado y equipado. Las fichas indican la vida, estamina, pociones, y mejoras de las estadísticas. Fichas especializadas indican qué héroes han tomado acciones, indican preparaciones especiales que un personaje ha realizado, e indican efectos de estado negativos como estar envenenado.
El juego cuenta con muchos dados diferentes, que aunque son todos de seis caras, contienen un número de símbolos (a veces tres en una misma cara). Los diferentes dados tienen diferentes propósitos (un dado generalmente produce daño, otro dado generalmente produce rango). Las armas más poderosas del juego pueden realizar que los héroes tiren diez dados en un único ataque, aunque normalmente los héroes lancen entre tres y cinco.
El tiempo de juego es listado entre cuatro a cinco horas para jugar una única misión. Un total de nueve misiones fueron definidas en el juego original. Muchas más misiones han sido creadas y oficialmente publicadas en el sitio web de Fantasy Flight Games.

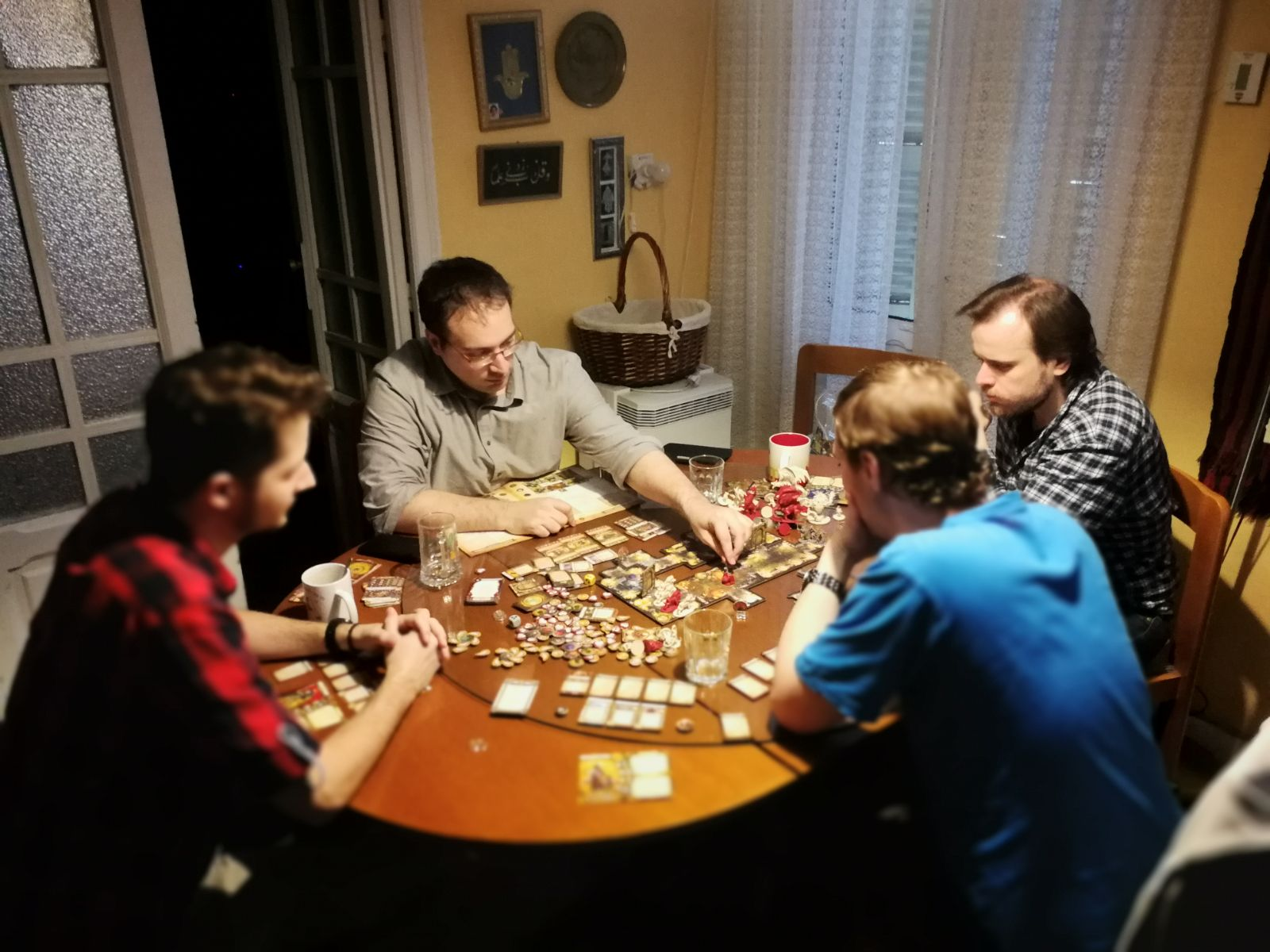
Jugadores en una partida de Descent: Viaje a las tinieblas (2ª edición)

## Expansiones
Desde su lanzamiento inicial, un número de expansiones oficiales han sido publicadas. Las expansiones añaden tanto misiones adicionales como opciones adicionales para los jugadores.

### El pozo de las tinieblas
El pozo de las tinieblas fue la primera expansión lanzada para Descent.  Esta expansión provee nuevas piezas, nuevos héroes y nuevos monstruos. También agrega más opciones y poderes para el Señor Supremo. Con esta expansión, el jugador Señor Supremo puede modificar su mazo de cartas (potenciales acciones en el juego) para incluir un número de trampas más poderosas, monstruos invocados, y eventos.
Los puntos de traición permiten al Señor Supremo personalizar su mazo de con cartas específicas de su elección. Esto permite combatir tácticas específicas o añadir desafíos que actúan en sinergia con la misión actual.
El pozo de las tinieblas contiene nueve misiones enteramente definidas. Como el juego base, la expansión cuenta con héroes que también se encuentran en el juego de tablero Runebound.

### El Altar de la Desesperación
El Altar de la Desesperación es la segunda expansión para Descent. Ofrece 6 nuevos héroes, 5 nuevos tipos de monstruos, nuevas trampas, y nuevas misiones. El nuevo terreno consiste en terreno de mazmorra corrupto. Algunas reglas menores y cambios fueron realizados para incluir un nuevo tipo de acción (acciones prolongadas) usados en las nuevas misiones.

### Camino a la Leyenda
Camino a la Leyenda es otra expansión para Descent. Es la primera expansión sin objetos plásticos, sin incluir miniaturas pero en cambio haciendo hincapié en nuevas reglas de campaña y nuevas historias permitiendo que un grupo de aventureros de Descent crezcan y se desarrollen a lo largo de varias sesiones de juego. Junto a las reglas de campaña, hay nuevos apoyos y obstáculos. También provee nuevas piezas de mapa exteriores. Hay nuevas reglas para subir de nivel a los monstruos y aventureros a versiones plata, oro y diamante para un desafío incrementado, tanto como nuevos tenientes del Señor Supremo y avatars para permitir a las fuerzas del bien encontrarse cara a cara con el malvado personaje del jugador.

### Tumba de Hielo
Tumba de Hielo es la cuarta expansión para Descent. Incluidas hay nuevas figuras plásticas así como seis nuevos héroes que son parcialmente muy distintos a los previos. También se presenta un nuevo dado que es utilizado para la nueva habilidad de invisibilidad y las así llamadas Cartas de Hazaña que permiten a los héroes realizar acciones especiales o agregar un extra dado bonus. Las Cartas de Hazaña son desconocidas para el Señor Supremo y, por lo tanto, proveen un elemento de sorpresa dando balance a las cartas de la mano del Señor Supremo.

### El Mar de Sangre
El Mar de Sangre es la quinta y última expansión para Descent, y la segunda expansión sin objetos plásticos haciendo hincapié en las reglas para la campaña, y no en nuevas miniaturas. Provee una refinada serie de reglas de campaña de Camino a la Leyenda, junto con una campaña basada en una ambientación en una isla completamente nueva, y varias otras cartas, como tesoros, para mejorar el juego base. La expansión tiene una ambientación decididamente náutica, con el juego ganando nuevas mecánicas permitiendo a un grupo mantener y usar un barco.
Contiene las reglas completas requeridas para expandir el juego base en el juego campaña, y FFG sostiene que el juego es completamente compatible con todas las expansiones previas excepto Camino a la Leyenda.

### Expansiones de Miniaturas
Desde el lanzamiento de 'Camino a la Leyenda', Fantasy Flight también ha lanzado un número de expansiones de figuras. Cada una de éstas provee una única miniatura metálica detallada para representar a uno de los tenientes del Señor Supremo, originalmente presentados, en esa expansión como fichas.
Hay en la actualidad 15 de esas pequeñas expansiones, con 10 representando los personajes malvados presentados en 'Camino a la Leyenda' y 5 representando a aquellos de 'El Mar de Sangre'.

## Juegos relacionados
Además de ser similar a su sucesora segunda edición, Descent tomó prestada mecánicas de Doom: El Juego de Tablero, lanzado a finales de 2004. En muchas maneras la mecánica de juego de Descent son una expansión de aquellos de Doom: El Juego de Tablero.
Descent está situado en Terrinoth, el mismo universo de fantasía que Runebound y Runewars.
HeroQuest podría ser considerado el abuelo de Descent, con personajes asignados a los jugadores, y equipo comprado antes de descender en una mazmorra para resolver misiones. Descent prevé las tácticas de 'estancamiento' que los jugadores eran capaces de realizar en HeroQuest - el mazo que el Señor Supremo usa en Descent actúa como un temporizador, así que cada acción tomada por los héroes se realiza con un precio.

## Descent: Viaje a las tinieblas (segunda edición)
La segunda edición de Descent: Viaje a las tinieblas, fue anunciada el 7 de agosto de 2011, siendo finalmente publicada con fecha 18 de julio del año 2012. La primera versión del juego incluía la campaña La runa de las sombras, siendo reemplazada en la segunda versión por la campaña Herederos de sangre.

### Expansiones

#### La guarida de la Sierpe(2012)
Es la primera expansión de Descent 2.ª edición, siendo lanzada al mercado el 17 de diciembre de 2012. Introduce cinco nuevas aventuras, las cuales pueden jugarse como una campaña totalmente nueva o como escenario individual. Incluye dos nuevos héroes (Reynhart el Digno y Gran Mago Quellen), dos nuevos grupos de monstruos (centinelas híbridos y diablillos de fuego), dos nuevas clases de héroe (Campeón y Geomante), y la nueva Lugarteniente, la Reina Sierpe Valyndra, la cual es una monstruosidad que lanza fuego capaz de reducir a sus enemigos a una pila de humeantes cenizas.
La expansión introduce además nuevas cartas de estado, de tienda, y de Señor Supremo.

#### Laberinto de perdición(2013)
Es la segunda expansión, y la primera lanzada en caja grande. Incluye una campaña, cuatro nuevos héroes, cuatro nuevas clases de héroe, cuatro nuevos grupos de monstruos, y nuevas cartas de mercado, condición, búsqueda y de viaje. Fue lanzada al mercado el 5 de julio de 2013.

#### La ciénaga del troll(2013)
La ciénaga del Troll corresponde a la tercera expansión de Descent 2ª edición, siendo anunciada el 7 de junio de 2013, y lanzada al mercado en 11 de octubre de 2013.
La expansión se centra geográficamente en las tierras al límite del pantano Valdari, donde se cuentan las terribles historias del sanguinario Trol Bol'Goreth. Sin embargo algo más siniestro se oculta tras la simple brutalidad. La expansión incluye además de nuevas cartas de estado, de mercado y de Señor Supremo, dos nuevos héroes (Roganna la Sombra y Grisom el Augur), dos nuevas clases de héroes (acechador y profeta), dos nuevos tipos de monstruos (arpías y gusano de plaga), y nueve losetas de terreno.

#### Otras expansiones

##### Ampliación de héroes y monstruos
Desde el año 2014 se lanzaron al mercado nueve expansiones de miniaturas, agregando héroes, monstruos y aventuras adicionales. Corresponden a El juramento de la exiliada, La corona del destino, La cruzada de los olvidados, Guardianes de la fortaleza interior, Visiones del amanecer, Vínculos de la naturaleza, El tratado de los campeones, Senescales del secreto, y Esquirlas de la oscuridad eterna.

##### Pack de lugarteniente
Corresponde a las expansiones que añaden la miniatura plástica de un lugarteniente (poderosos villanos al servicio del Señor Supremo), originalmente representados con fichas de cartón.

##### Expansiones cooperativas
Expansiones que permiten de uno o cuatro jugadores participar de una campaña corta de manera cooperativa. Se lanzaron al mercado tres de estas expansiones: Almas olvidadas(2014), La ira de la naturaleza (2014), y Elementos oscuros(2015).